# Bassin d'orage routier
Pour les articles homonymes, voir Bassin.

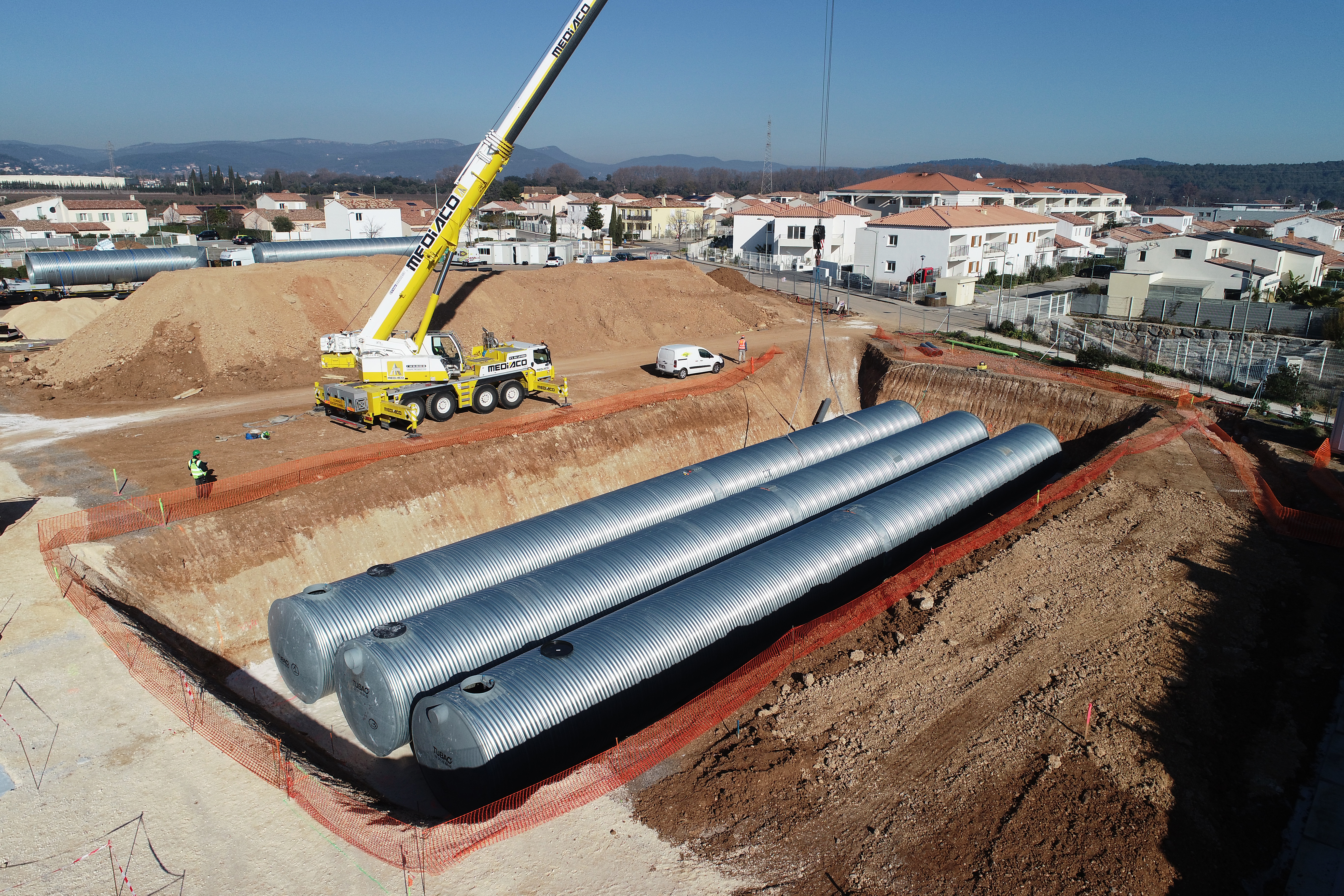
Installation d'un bassin d'orage en buse métallique sous un parking à la Toulon

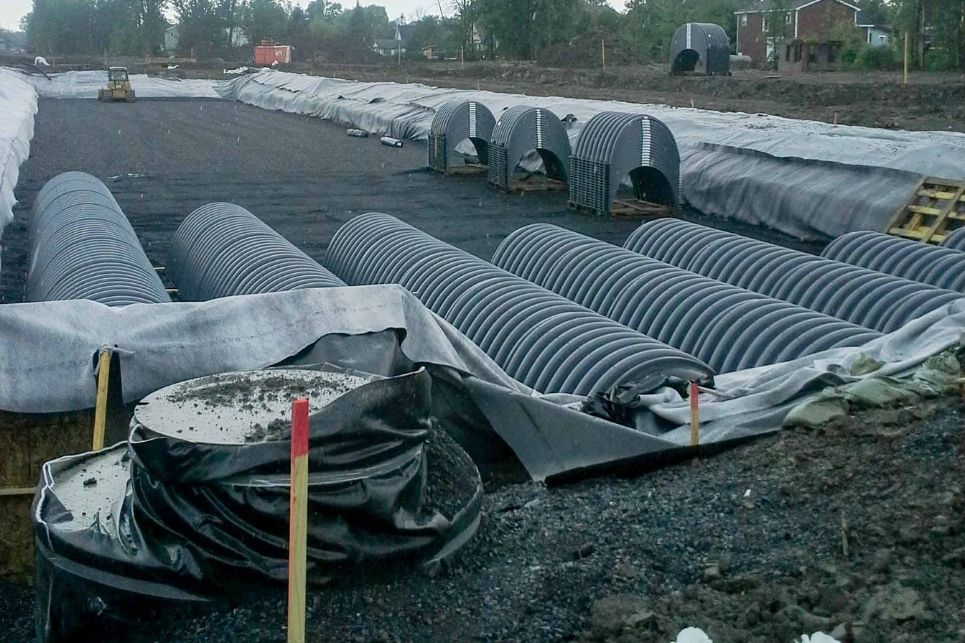
Un bassin de rétention et d’infiltration enfoui en cours de construction. Des arches de plastique sont déposées sur un lit de gravier et seront par la suite recouvertes d'un substrat perméable.

Un bassin d'orage routier (ou bassin de dépollution) est un bassin de rétention des eaux pluviales ou de fonte de neige drainées par la voirie, les accotements et les espaces verts autour de la voirie.
Ces bassins artificiels sont visibles le long des autoroutes et des routes importantes. Mais ils peuvent également être enterrés afin d'optimiser le foncier.
Différentes configurations sont envisageables: les bassins aériens, les rétentions en buses souterraines en matières plastiques, en béton, métalliques ou autre matériau. 

## Fonctions
Un bassin d'orage a pour première fonction de traiter les eaux de ruissellement qui se sont chargées de polluants lors de l'utilisation de la route.
Le traitement se fait au minimum par décantation et déshuilage de l'eau, avant évaporation et/ou infiltration vers la nappe phréatique.
Dans le bassin versant, ce type de bassin peut aussi jouer un rôle écrêteur de crue, et de lutte contre l'érosion, notamment en montagne.

## Entretien
Son entretien doit être régulier et adapté à la nature et à la quantité de sédiments déposés dans le bassin : les boues sédimentées doivent être, selon leur toxicité, épandues, ou évacués dans des décharges spécialisées, conformément à la réglementation en vigueur.
Dans la pratique cet entretien semble rarement effectué car trop coûteux ou oublié.[réf. nécessaire]

## Coûts
Ces équipements sont souvent proposés dans le cadre d'enquêtes publiques et études d'impacts de nouvelles infrastructures routières, et manquent parfois pour des axes anciennement construits.
Ils ont un coût parfois non négligeable (en montagne, en ville) par rapport au coût total du projet routier.

## Risques et problèmes environnementaux
Si le bassin est sous-dimensionné ou s'il fuit, en cas de fortes pluies, il existe un risque de relargarge de pollution vers le milieu naturel. La responsabilité pénale de l'exploitant routier ou du concepteur du projet (aménageur) peut alors être engagée. La réalisation d'une étude hydrologique sérieuse du bassin versant de l'ouvrage de gestion des eaux pluviales permettra de mitiger ce risque.
Des risques existent pour la faune. Certains animaux sont en effet attirés par ces bassins (cf. soif, effet miroir, attirance pour l'eau). Ils peuvent y être piégés (situation dite de « piège écologique », parfois exacerbée par des berges en béton ou plastique glissant ne permettant pas aux animaux de les escalader pour sortir de l'eau).
La flore peut s'y développer et s'y charger de divers contaminants non dégradables ou peu ou lentement dégradables. Parmi les polluants entrant dans le bassin on peut trouver :
- des pesticides,
- des métaux lourds,
- d'autres éléments traces métalliques dont des micro- ou nanoparticules de catalyseurs perdus par les pots d'échappement catalytiques (alumine, cérine, osmium, platinoïdes (Pd-Pt-Rh) ; platine, palladium et rhodium),
- des polluants issus d'accidents routiers ou générés par des incendies de véhicules et lessivés par les eaux d'extinction…

À l'intérieur du bassin, le développement d'espèces est d'ailleurs souvent limité, le milieu étant probablement toxique ou hostile pour de nombreuses espèces.
Depuis les années 1980, les aménagements sont parfois paysagés ou font l'objet d'efforts d'intégration écopaysagère.

## Évaluation environnementale
En Suisse où 9 espèces d'amphibiens sont sur la Liste rouge, ces bassins sont répertoriés et font l'objet d'une évaluation environnementale,.